# Суспензія поліетилену
Суспензія поліетилену (ПЕС) (рос. суспензия полиэтилена (ПЭС); англ. polyethylene suspension; нім. Polyetilensuspension f) — порошок поліетилену в дизельному пальному у співвідношенні 1:10; ефективність вища, ніж у суспензії гуми; застосовують як тампонажний матеріал; гасить будь-які піни; відпускається в мішках.